# تدبير الحالات الاستثنائية

الإستثناءات في لغة جافا

تدبير الحالات الشاذة أو الاستثنائية في علم الحواسيب ما يعمل عندما تحصل حالات عارضة وقت تنفيذ برنامج من البرامج الحاسوبية. وينقسم تدبيرها  إلى تدبير الجهاز (عتاد الحاسوب) وتدبير البرامج (برمجيات الحاسوب).